# すみれの花束をつけたベルト・モリゾ
『すみれの花束をつけたベルト・モリゾ』（フランス語: Berthe Morisot au bouquet de violettes）は、エドゥアール・マネが1872年に完成した油絵。
エドゥアール・マネのモデルを務めたこともあり、女流画家としても有名なベルト・モリゾの肖像である。この絵が完成後の1874年、ベルト・モリゾは、エドゥアール・マネの弟ウジェーヌ・マネと結婚する。
ベルト・モリゾの表情の軽く笑みを浮かべているのが印象的である。黒に近い暗い色の衣服と帽子に、白い室内の背景のコントラストが、浮かび上がる。すみれ色の花束が暗色として地味に描かれている。
この作品は美術評論家のテオドール・デュレの所有になった後、1894年にデュレがコレクションを売却した時、ベルト・モリゾ自身が購入した。1895年にモリゾの娘、ジュリー・マネに相続され、さらに1966年に孫のクレマン・ルアールへと相続された後、1998年にFonds du Patrimoineなどの資金を得てオルセー美術館のために購入され現在、パリのオルセー美術館の所蔵となっている。